# Boris Weisfeiler
Boris Weisfeiler (né le 19 avril 1941 à Moscou (URSS) – disparu le 4 ou le 5 janvier 1985 au Chili) est un mathématicien et professeur à l'université d'État de Pennsylvanie qui a vécu aux États-Unis avant sa disparition au Chili en 1985. Des documents américains déclassifiés suggèrent qu'une patrouille de l'armée chilienne a arrêté Weisfeiler et l'a emprisonné à la colonie Dignidad, une commune agricole germanique établie au Chili dans les années 1960. Le dictateur chilien Pinochet a affirmé qu'il s'était noyé. Il est connu pour la filtration de Weisfeiler, l'algorithme de Weisfeiler-Lehman (en) et les conjectures de Kac-Weisfeiler.

## Jeunesse et carrière
Boris Weisfeiler naît en Union soviétique dans une famille juive. Il soutient son doctorat en 1970 à l'Institut de mathématiques Steklov de Leningrad sous la direction d'Ernest Vinberg. Au début des années 1970, Weisfeiler est sommé de signer une lettre contre un collègue et son refus lui vaut d'être étiqueté comme « anti-soviétique ». Weisfeiler quitte l'Union soviétique en 1975 pour être libre dans l'avancement de sa carrière et la pratique de sa religion. Après une brève période sous la direction d'Armand Borel à l'Institute for Advanced Study, près de l'université de Princeton, Weisfeiler devient professeur à l'université d'État de Pennsylvanie. En janvier 1981, il est naturalisé comme citoyen américain.
Les recherches de Weisfeiler s'étendent sur une vingtaine d'années pendant lesquelles il publie près d'une quarantaine d'articles. D'après son collègue Alexander Lubotzky, Weisfeiler étudie « les questions les plus difficiles » sur les groupes algébriques dans « le cas où le corps n'est pas algébriquement clos et les groupes ne sont pas scindés ou – encore pire – sont anisotropes ». Il est connu pour l'algorithme de Weisfeiler-Lehman (en), les conjectures de Kac-Weisfeiler, la filtration de Weisfeiler et des travaux sur l'approximation forte et sur les groupes linéaires finis.

## Disparition
Weisfeiler, randonneur expérimenté, se rend au Chili pendant la période de Noël 1984 pour randonner seul dans les Andes chiliennes. À cette époque, le Chili subit la dictature militaire d'Augusto Pinochet, qui a commis de nombreuses violations des droits humains (avant sa mort en 2006, Pinochet a été poursuivi pour son rôle dans l'opération Colombo et condamné in abstentia dans d'autres pays). Après la fin effective de la dictature, en 1990, le gouvernement chilien a pris des mesures pour enquêter sur d'autres agissements sous le régimes de Pinochet.
D'après des rapports officiels chiliens, Weisfeiler marchait près de la limite de la colonie Dignidad au moment de sa disparition. Des comptes rendus contradictoires rendent impossible d'établir les détails de sa disparition. L'État chilien a statué que Weisfeiler était entré ou tombé dans l'eau au confluent de deux torrents tumultueux et s'était noyé, sans que son corps ait jamais été retrouvé. Des pêcheurs locaux ont rapporté qu'ils campaient avec Weisfeiler et lui avaient donné des indications pour se rendre au nord, vers un pont près de la colonie. Des personnes ont affirmé avoir vu ses empreintes près du torrent et avoir trouvé son sac à dos et d'autres objets à lui (les objets en question doivent avoir été vendus ou détruits par l'État chilien à la fin des années 1990, comme en témoignent des documents officiels et des articles de presse).
Bien qu'aucune preuve conclusive ne relie la disparition de Weisfeiler à aucune entité, certaines autorités américaines et chiliennes suspectent un groupe particulier. Inconnue de presque tout le monde, la colonie Dignidad était établie sur une grande étendue de terre non loin de la frontière avec l'Argentine. Idyllique en apparence, la colonie était gérée par des expatriés allemands parmi lesquels auraient figuré des criminels de guerre et sympathisants nazis. Pendant la plus grande partie de son existence, la colonie a été dirigée par l'ancien Nazi Paul Schäfer. Dans la colonie régnait une atmosphère sectaire et de nombreux enfants y étaient maltraités, un crime pour lequel ses dirigeants ont été poursuivis ; Schäfer lui-même a été condamné en mai 2006, en lien avec des accusations d'agressions sexuelles sur des enfants dans la colonie. D'après la BBC et des rapports officiels chiliens, la Direction nationale du renseignement chilienne (la police secrète, qui a été démantelée en 1977) amenait des prisonniers suspectés d'être contre le gouvernement pour être interrogés dans la colonie.
D'après des rapports du département d'État des États-Unis, d'autres témoins ont affirmé avoir vu Boris Weisfeiler dans la colonie plusieurs années après sa disparition. Au moins l'un d'entre eux a dit qu'il était vivant quelque trois ans après ; un autre dit qu'il a été assassiné par un espion soviétique ou juif. Personne ne sait où se trouve Weisfeiler ou ses restes. Sa sœur Olga, qui comme son frère a émigré aux États-Unis, continue à écrire à de nombreuses autorités pour déterminer ce qui lui est arrivé. Début 2006, une lettre du congrès signée par vingt-sept sénateurs et députés a été remis à la présidente du Chili Michelle Bachelet dans l'espoir d'accélérer une enquête officielle.
Le 21 août 2012, un juge chilien a ordonné l'arrestation de huit policiers et officiers militaires retraités en lien avec l'enlèvement présumé et la disparition de Boris Weisfeiler. D'après les documents juridiques, les suspects doivent être poursuivis pour « enlèvement aggravé » et « complicité » dans la disparition d'un citoyen américain entre le 3 et le 5 janvier 1985 ; les documents ne mentionnent pas où Weisfeiler aurait pu être amené après sa détention ni ce qui aurait pu lui être arrivé après. L'affaire a été close en 2016, après que le juge a statué que la disparition était un crime (pour lequel le délai de prescription était échu) et pas une violation des droits humains.

## WikiLeaks
Plusieurs câbles diplomatiques publiés par WikiLeaks (par exemple 05SANTIAGO2539, 08SANTIAGO93) mentionnent Weisfeiler. L'un d'eux est 09SANTIAGO680, qui dit en 2009 :

« La Nacion s'est rendue sur le lieu exact où il a été vu pour la dernière fois et a parlé aux témoins clés. D'après ces comptes rendus, la conclusion est que Weisfeiler s'est approché de la maison d'un fermier pour lui demander de l'eau chaude ; une patrouille de police et deux civils bien connus dans la zone sont arrivés à la maison du fermier pour lui poser des questions sur un étranger ; le groupe a été ensuite vu en train de porter à dos de cheval le corps d'un homme enveloppé dans une couverture. Ses mains et ses pieds étaient visibles. Le sentiment général dans la région est que Weisfeiler a été emprisonné, battu, et que son corps a été enterré et exhumé quelques jours plus tard. Sa disparition est la dernière violation des droits humains commise par le régime militaire, mobilisant des hommes politiques américains, qui ont exigé que le [gouvernement du Chili] résolve l'affaire. À Santiago, les agents du FBI ont augmenté leurs activités avec les autorités légales pour s'efforcer de résoudre l'affaire. La Nacion affirme que les rapports des témoins dans cet article contiennent des informations qui « n'ont jamais été révélées avant » (La Nacion, journal propriété de l'État et éditorialement indépendant, 19 juillet). »

## Dans d'autres médias et la culture populaire
- Douna Loup, Boris, 1985, Chêne-Bourg, Éditions Zoé, janvier 2023, 160 p. (ISBN 978-2-88907-093-0, présentation en ligne) : enquête sur la disparition, témoignages et tentative pour retrouver des pièces à conviction ; l'auteure est la petite-nièce de Boris Weisfeiler
- Un court métrage, The Colony, inspiré par la disparition de Weisfeiler et dirigé par Steven List, est sorti en 2007[11].
- Un documentaire par TVN Chile : El misterio Boris Weisfeiler | Enigma - T3E8, a été diffusé en 2003.

## Travaux de recherche
- (en) Boris Weisfeiler, On Construction and Identification of Graphs, Berlin, Heidelberg, Springer, 1976 (ISBN 978-3-540-37539-5)
- « Liste des publications de Boris Weisfeler sur son site officiel », sur weisfeler.com (consulté le 10 janvier 2023) (avec un tapuscrit inédit, posté en 2008)